# Destineer Games
Destineer Games es una empresa desarrolladora de videojuegos y Distribuidora de videojuegos de ordenador y editorial con sede en Minnesota, Estados Unidos. Fue fundada en 2000 por el ex Bungie Studios vicepresidente, Pedro Tamte. Se dio a conocer títulos bajo un número de marcas, entre ellas MacSoft, Juegos Negrita y Atomic Games.
Títulos publicados habían incluido juegos como Age of Empires III, Halo para OS X, Red Orchestra: Ostfront 41-45, y Starship Troopers. Destineer adquirió Atomic Games el 6 de mayo de 2005.

## Detalles
La siguiente fue la comunicación corporativa oficial de Destineer sobre la empresa:
Destineer desarrollado y publicado videojuegos comerciales para ambas consolas y PC, y los sistemas de formación virtual basado en PC creado para las organizaciones militares, de inteligencia y de primera respuesta. Destineer era una corporación privada con sede en Minneapolis, MN, con estudios de desarrollo en Minneapolis, Raleigh, NC, y Austin, Texas, y fue llevado por los ejecutivos que ayudaron a construir Bungie, Red Storm, y Atari en líderes de la industria. Destineer tuvo un fuerte respaldo financiero de una variedad de inversionistas notables, incluyendo In-Q-Tel, una firma de capital de riesgo privado financiado por la Agencia Central de Inteligencia de Estados Unidos.

## Juegos publicados y desarrollados

### Mac OS
- Age of Empires II

### Mac OS X
- Age of Empires III
- Age of Empires III: Asian Dynasties
- Age of Empires III: War Chiefs
- Age of Mythology
- Halo: Combat Evolved
- Rise of Nations
- Tropico 2: Pirate Cove
- Unreal Tournament 2004
- Zoo Tycoon 2

### Nintendo DS
- Candy Factory
- Giana Sisters DS
- Fab 5 Soccer
- Fullmetal Alchemist Trading Card Game
- Fullmetal Alchemist: Dual Sympathy
- Iron Chef America: Supreme Cuisine
- John Deere: Harvest in the Heartland
- Little Red Riding Hood's Zombie BBQ
- Plushees
- Spitfire Heroes: Tales of the RAF
- USA TODAY Crossword Challenge
- WordJong DS
- Cate West: The Vanishing Files

### Wii
- The Circle: Martial Arts Fighter
- Dragon's Lair Trilogy
- Battle Rage: Mech Conflict
- Indianapolis 500 Legends
- Iron Chef America: Supreme Cuisine
- Summer Sports: Paradise Island
- WWII Aces
- Cate West: The Vanishing Files
- We Wish You a Merry Christmas
- Marines Modern Urban Combat
- Winter Blast: Snow & Ice Games
- Summer Sports 2: Island Sports Party
- Candy Factory
- Taito Legends Special Edited
- Taito Legends 2 Special Edited

### Microsoft Windows
Close Combat: First to Fight
- John Deere: American Farmer
- Battle Rage: Mech Conflict (América es Cancelador)
- Red Orchestra: Ostfront 41-45
- Starship Troopers
- Sword of the Stars
- Wings Over Europe
- Wings Over Vietnam

### PlayStation 2
- Taito Legends 2

### PlayStation Portable
- Taito Legends Power-Up

### Xbox
- Close Combat: First to Fight

### Xbox 360
- Stoked
- Stoked: Big Air
- Indianapolis 500: Evolution

- Datos: Q15070316